# Hermonia parva
Hermonia parva är en ringmaskart som först beskrevs av Horst 1916.  Hermonia parva ingår i släktet Hermonia och familjen Aphroditidae. Inga underarter finns listade i Catalogue of Life.